# امبر جاکوبز
امبر جاکوبز (انگلیسی: Amber Jacobs؛ زادهٔ ۲۹ ژوئن ۱۹۸۲) بازیکن بسکتبال اهل ایالات متحده آمریکا است.